# Mar Samuel
Atanasio Jesús Samuel (Siria, 25 de diciembre de 1909 -  Lodi, Nueva Jersey, Estados Unidos, 1995), más conocido como Mar Samuel, fue un obispo metropolitano y arzobispo de la Iglesia Ortodoxa Siriaca de Antioquía, así como una figura central en el descubrimiento de los Manuscritos del Mar Muerto.
En 1947, Mar Samuel recibió noticias de que se habían descubierto algunos textos antiguos. Samuel logró ver los pergaminos y después de examinarlos y de sospechar que eran muy viejos expresó interés en comprarlos. Los cuatro rollos que fueron descubiertos llegaron a su posesión, incluyendo el ahora famoso Rollo de Isaías, la Regla de la Comunidad, el Comentario de Habacuc y el Génesis Apócrifo. Los rollos fueron vendidos a Mar Samuel por Kando, un comerciante de antigüedades, quien había obtenido los rollos de beduinos que los hallaron en una cueva cercana al Mar Muerto mientras buscaban una cabra perdida. Mar Samuel descubrió que el texto de los rollos se encontraba en arameo aunque no pudo descifrarlos. El religioso recibió entonces una gran cantidad de peticiones para investigar los rollos y el interés de muchas personas por buscar muchos más manuscritos.
En 1949, tras el final del mandato británico sobre Palestina y Transjordania y el estallido de las hostilidades entre árabes y judíos, Mar Samuel se mudó a los Estados Unidos y desempeñó un papel importante en la vida de la Iglesia Ortodoxa Siríaca en Norteamérica. En ese año publicó un anuncio en el Wall Street Journal en el que ofrecía los rollos, los cuales vendió al estado de Israel por 250 mil dólares de la época con el fin de obtener fondos que ayudaran a las víctimas de la guerra en Palestina y a que la iglesia siríaca creciera en Norteamérica lo cual no pudo lograr dado que el pago por los manuscritos lo reportó como un ingreso personal y no como una donación, por lo que tuvo que pagar un gran porcentaje de impuestos de esos fondos.
Desde 1952, se desempeñó como vicario patriarcal en los Estados Unidos y Canadá, y desde 1957, como arzobispo de la recién creada arquidiócesis de los Estados Unidos y Canadá.